# فیفیلد، نیو ساوت ولز
فیفیلد (به انگلیسی: Fifield) یک شهرک در استرالیا است که در نیو ساوت ولز واقع شده‌است.